# Bethnal
Bethnal war eine britische Band, die 1972 gegründet wurde und deren musikalische Richtungen im Punk und New Wave lagen.
Auf ihren Platten fanden sich Coverversionen anderer Bands, zum Beispiel We’ve Gotta Get Out of This Place von den Animals oder Baba O’Riley von den Who.
Bethnal unterstützte die Band Hawkwind auf ihrer britischen Tour im Jahr 1977.

## Diskografie
Alben
- 1978: Dangerous Times (Vertigo Records)
- 1978: Crash Landing (Vertigo Records)

Singles
- 1976: Yes I Would (DJM Records)
- 1978: Don’t Do It (Vertigo Records)
- 1978: We’ve Gotta Get Out of This Place (Vertigo Records)
- 1978: Nothing New (Vertigo Records)